# Saprosties peregrinus
Saprosties peregrinus is een keversoort uit de familie bladsprietkevers (Scarabaeidae). De wetenschappelijke naam van de soort is voor het eerst geldig gepubliceerd in 1858 door Redtenbacher.